# 영화의 역사
영화의 역사는 영화가 발명된 이래로 오늘날에 이르기까지 불과 한 세기를 조금 넘었을 뿐이다. 영화는 회화·건축·조각·연극·무용·문학 등과 같은 자매예술에 이어 탄생하였기에 제7의 예술’이라고도 하고, ‘영상예술의 개척자’라고도 한다.
다른 예술들이 몇 천년, 몇 만년의 오랜 역사를 가진 것과 비교해 보면 영화의 역사는 이제 막 시작되었다고 할 수 있지만, 이미 영화는 전 세계에 헤아릴 수 없는 수많은 대중에게 정신의 양식을 공급해 주는 예술수단으로서 급격히 성장해 왔는데, 이는 20세기 메커니즘의 한 특징이라 할 수 있는 시청각 복합체의 표현력을 갖고 있었기 때문일 것이다. 영화는 오늘날 가장 영향력 있는 대중오락의 일환으로서, 그리고 현실인식과 사회교화(社會敎化)와 동원(動員)을 위한 매스 미디어로 인정되고 있다.
사실 영화는 짧은 기간이나마 부단히 자신의 기술을 개혁해 왔고 자신의 표현방법을 개발해 왔다. 뤼미에르 형제가 1895년 그들의 시네마토그래프를 공개상연한 것을 시발점으로, 사실(事實)을 동적으로 기록하는 하나의 진귀한 ‘눈요기’였던 원시적인 활동사진시대를 거쳐, 실험영화를 만들고, 다시 그것은 무성 영화시대에서 유성 영화시대로, 색채 영화시대로, 그리고 대형 영화시대로 발전해 왔으며, 표현 방법에 있어서도 한 개의 장면을 고정촬영한 원시표현형태에서 클로즈업 수법이 구사되었고, 급기야 1915년 그리피스의 《국가의 탄생》이 발표되었을 때는 원경(L.S.), 대사(C.U.) 등을 이용하여 몽타주의 원리를 보여주어, 영화형식을 완성된 작품으로 발전시켜 갔다.
1920년대 미국의 ‘사일런트 코미디’와 유럽의 ‘아방가르드’, 독일의 표현주의와 러시아의 몽타주 이론의 개발을 거친 영화 미디어의 변모는 1927년 유성 영화의 창시와 더불어 이탈리아의 ‘네오 리얼리즘’(1943 ~ 1952), 프랑스의 ‘누벨 바그’와 ‘시네마 베리테’(1959 ~ 1963)에 이어 오늘날 순수 독립영화파와 ‘뉴 아메리칸 시네마’로 이어지는 급격하고 다양한 변모를 겪어 왔다. 즉, 영화만이 지닌 독특한 표현수단으로 그 기능을 발휘하여 스펙터클 영화, 다큐멘터리 영화, 네오 리얼리즘 그리고 누벨 바그나 언더그라운드필름에 이르기까지 부단히 자신의 표현수단을 개혁해 왔던 것이다.

## 영화의 탄생
인간이 영상에 대해서 관심을 갖게 된 것은 오랜 옛날의 일로, 일찍이 그리스의 철학자 플라톤은 《폴리테이아》에서 저 유명한 동굴의 비유를 말하고 있다. 어두운 동굴 속에서 불빛에 비친 사물의 그림자를 봄으로써 사물에 대한 지식을 갖게 된다는 것이다. 하기는 눈을 통하여 본다는 인간의 신체구조 자체를 어둠상자의 원리에 비교한 생각은 오랫동안 있어 왔다. 이 점에 대해서는 이탈리아의 화가 다빈치도 착안했었고, 16세기의 이탈리아의 조각가인 델라포르타는 '암상자의 원리'를 처음으로 설명해 냈다. 이러한 생각은 18세기 중반에 환등(幻燈)의 개념으로 나타나 18세기 후반에 서는 세계 각처에 널리 알려지게 되었다. 그러나 정작 영화가 발명되기 위해서 필요했던 사진기와 필름은 좀 더 시간이 필요했다. 간단히 말하면 1757년에 I.B.베커리는 감광막에 대한 광선의 작용을 발견했다. 이때의 감광막은 은의 염화물이었다. 이후에도 여러 사람의 노력이 있었지만 특히 1802년에 런던의 왕립학회에 제출한 각서에서 웨지우드가 사진술의 기술과 정의를 확정지었고, 이어서 죠세프 니세포르 니엡스는 1826년에 아스팔트 감광층(感光層)에 영상을 고정시키는 데 성공했다. 이후 1870년대에 피사체를 태양에 노출시키는 긴 시간의 과정이 필요없게 되는 렌즈가 나타나게 되었고, 감광체로서 젤라틴이 사용되었다. 1882년에 와서 이스트먼이 젤라틴지(紙)의 박리 필름(剝離 film)을 사용했고, 1885년에는 셀룰로이드 필름을 사용하게 되었다. 영화가 발명되기 위해서 필요했던 세 가지 요소 즉, 환등기의 개념, 사진기의 발명, 고감도 필름 등이 갖추어지기까지에는 이런 장기간에 걸친 준비가 필요했다.
1895년 12월 28일, 파리의 그랑 카페에서 프랑스의 뤼미에르 형제가 시네마토그래프(Cinematographe)를 공개하였다. 이듬 해 3월 22일 렌가(街)에 있는 국민공업장려회에서 《열차의 도착》이라는 제목의 필름을 시사(試寫)했고 정부로부터 특허를 얻었다. 이것을 영화의 탄생으로 보는 것이 오늘날 통설로 되었다.
물론 이전에도 비슷한 장치가 고안되어 있었다. 즉, 1889년에는 미국의 발명왕인 에디슨이 키네토스코프(kinetoscope)를 발명했다. 원래 이것은 한 번에 한 사람씩밖에 볼 수 없도록 된, 들여다 보는 식의 기계였는데, 이것을 스크린에 비추어 여러 사람이 동시에 볼 수 있도록 만들려는 연구가 여기저기서 행해졌다. 미국에서는 토머스 아매트와 프랜시스 젱킨스가 바이타스코프(Vitascope)와 판타스코프(Phantascope)를 발명하였고, 독일에선 스클라다노프스키가 비오스코프(Bioskop)를, 오스카 메스커의 비오폰(Biophon)을 발명하였고, 영국에서는 윌리엄 폴이 애니마토그래프를 발명했다. 그리고 1896년에는 에디슨도 바이타스코프를 발표했고, 이탈리아와 러시아에서도 그와 같은 것이 소개되었다. 그 중에는 색깔을 나타내거나 소리를 내는 것도 있었지만, 스크린에 비춰진 영상이 움직이도록 만든 것은 모두 공통적이었다. 더구나 이 장치들이 서로 아무런 관계 없이 개별적으로 각자의 나라에서 고안되고 공개되었다는 것이 다른 발명과 다른 점일 것이다. 말하자면 영화의 발명은 사진에 의한 화상의 기록이나 분해사진(分解寫眞)에 의한 움직임의 재현이며, 셀룰로이드 필름에 의한 장시간의 투영 등 필요한 원리와 재료가 이 무렵에 이미 고안되어 있어서, 이것들을 짜맞추기만 하면 될 단계에까지 이르렀던 것이다. 따라서 영화는 개인의 발명이라기보다 시대의 발명이라는 것이 옳은 말이다. 그럼에도 뤼미에르 형제의 시네마토그래프로 영화를 대표케 하는 것은 이것이 가장 기술적으로 잘 되어 있었고, 흥행적으로도 대성공을 거두어 세계적으로 소문이 났었기 때문이다.
결국 이렇게 보면 현대예술의 총아인 영화는 19세기의 마지막 한밤중에서 20세기의 첫새벽에 걸치는 사이 근대의 과학속에서 잉태하여 태어났다. 동시에 프랑스·미국·영국·독일 등 각국에서 거의 동시에 태어난 영화는 그 후 불과 4-5년 안에 전 세계의 각지로 퍼지게 되어 영화는 20세기의 예술로서 눈부신 각광을 받기에 이르렀다.

## 영화의 계속적인 발전

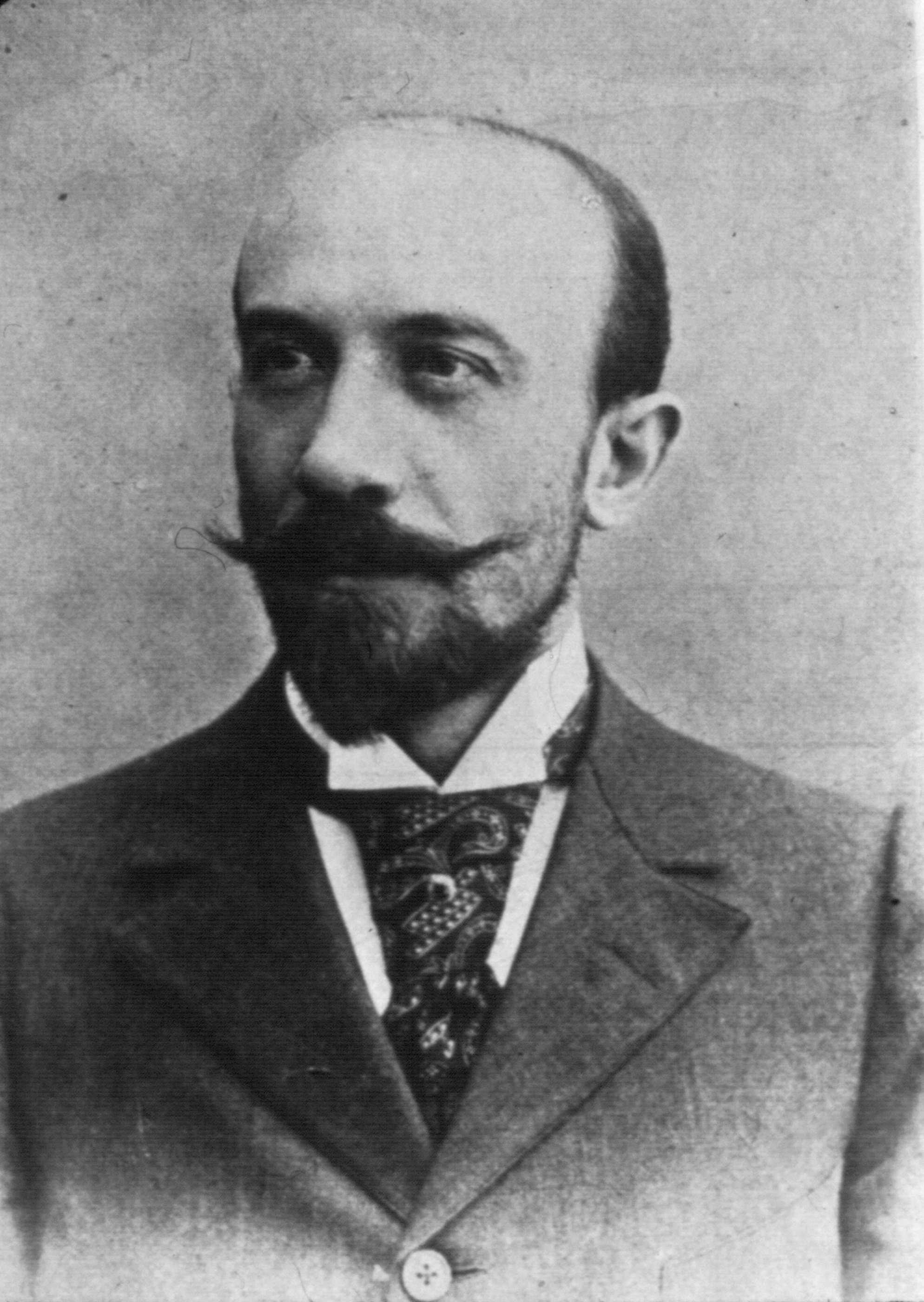
조르주 멜리에스

뤼미에르 형제는 세계로 카메라맨들을 투입하여 영화를 찍고 다시 배급하기 시작하였다. 그러면서 미국, 러시아 등에서 영화에 관심을 가지기 시작하였다.
한편 뤼미에르 형제의 영화들은 이후 여러 영화 제작자들의 귀에 들어왔다. 그중에 프랑스의 마술사였던 멜리에스는 영화계에 큰 업적을 남겼는데 그것은 바로 특수효과의 발견이었다. 그는 영화를 찍다가 영사기가 멈추면서 우연히 물체가 다른 물체로 바뀌는 것을 관찰하게 되었다. 멜리에스는 이 발견을 발판으로 《걸리버 여행기》, 《달세계 여행》 (1903), 《불가능 세계의 여행》 (1904) 등을 제작하게 되었다.
그러나 멜리에스는 에디슨의 관계자들이 그의 영화를 복제해 한푼 내지 않고 배급하여 멜리에스는 결국 조그마한 장난감 상점을 차려 겨우 살아가다 레종 도뇌르 훈장을 받고 요양원에서 말년에 살게 되었다.
한편 포터가 여러 영화들을 제작하면서 영화 발전에 발전을 기울였다. 특히 《대열차강도》 (1903)은 최초의 서부영화란 칭호를 받으며 대성공을 거두게 된다. 이러면서 세계는 영화 제작에 가속을 기울이면서 하게 되고 이시기에는 파라마운트 픽처스, MGM, 유니버설 픽처스같은 스튜디오와 할리우드도 생기게 된다.

### 필름 다르 운동
프랑스의 '필름 다르(film d'art)'에는 당대의 프랑스의 유명한 예술가들이 참가했다. 1909년에 만들어진 《기즈공의 암살사건》을 필두로 해서 여러 편의 영화가 만들어졌다. 프랑스나 위고, 로스탕 등의 작품을 스크린에 옮겼으며, 베르나르·마담 레잔·막스 디어리 등 무대인이 출연했고, 레지나 파테, 트레하노바 라벨＝오텔로 같은 무용가들이 발레영화를 만들어 보기도 했다. 대체로 로마네스크식의 멜로드라마를 만들기는 했지만 이 필름 다르 운동은 영화에 풍부한 스토리를 도입했고, 본격적인 연기자를 출연하게 하는 등 공로도 많았으나 한편으론 영화를 무대의 종속물처럼 만들었다는 비판도 듣게 되었다.

### 무성 영화의 황금기
무성 영화의 중기라는 1910년대 중반 ~ 1920년대 후반에 걸쳐서는 세계 각국의 영화가 각자의 입장에서 영화 표현의 수법을 모색·연구하여 제재나 표현양식에서 크게 발전한 시기였다. 이탈리아에서는 사극영화가 가장 번성하여, 《폼페이 최후의 날》, 《쿼바디스》, 《카비리아》 (모두 1913년) 등에서 스펙터클이라는 영화 분야를 확립하고, 북유럽에서는 스웨덴의 《생련사련(生戀死戀)》, 《영혼 불멸》 등과 같은 신비주의적 드라마에 의한 우수한 작품을 낳았으며, 독일에서는 《이기주의자》(1919) 등으로 대표되는 표현주의 영화가 주목을 끌었다. 프랑스는 아벨 강스의 《철로의 백장미》(1923)와 같이 영상적인 아름다움을 사한 작품이 나왔다.
그러나 유럽이나 미국에서도 이러한 영화 예술이 본격적으로 탐구되어 뛰어난 개성을 가진 작가가 계속 등장하며, 화려한 영화예술의 개화를 보게 되는 것은 사일런트 후기이다.  프랑스는 이 시기에 수많은 명작을 발표했다. 루이 델뤼크, 제르메느 뒬라크, 르누아르, 장 에프스탕, 페데, 클레르 같은 작가들 모두 빛나는 작품을 남겼다. 그 중에서도 카알 드레이에르의 《심판받는 잔》(1927)은 클로즈업의 연속으로써 드라마틱하게 인간 심리의 미묘한 변화를 포착했고, 클레르는 《이탈리아제 맥고 모자》(1927)로 지적인 우화(寓話)영화를 시도했으며, 페데는 《눈사태》(1925)와 《님의 모습》(1926)으로 비극적인 인간세계를 풍부한 정서로 그렸고, 에프스탕은 《아서 가(家)의 후예》(1928)로 신비한 분위기를 훌륭하게 빚어냈다. 독일에서는 G.W.팝스트의 《마음의 신비(神秘)》, 《판도라의 상자》(1929)와 랑의 《니벨룽겐 이야기》(1924) 《메트로폴리스》(1927), 헤리크 갈렌의 《프라하의 대학생》(1926), 무르나우의 《최후의 사람》(1925), 요에 마이의 《귀향(歸鄕)》(1928) 등에서 주로 사극이나 사회극을 취재하여 역작을 내놓았다.
미국에는 또다른 커다란 업적이 영화예술 위에 이루어지고 있었다. 그리피스는 작품 《국가의 탄생》(1915)과 《인톨러런스》(1916)를 만들어 미국 영화사상뿐만 아니라 세계 영화사상에 불멸의 이름을 남겼다. 장척(長尺)의 필름은 좋아하지 않는다는 이상한 습관을 깨뜨린 이 작품은 여러 가지 면에서 새로운 기원을 세웠다. 미국의 남북 전쟁을 배경으로 한 《국가의 탄생》은 영화사상 처음 보는 박진감이 넘치는 스펙터클한 것이었으며 《인톨러런스》는 파르타자르 왕조의 바빌론, 그리스도의 생애, 산 바르톨로메 학살, 현대의 계급적인 갈등 등 네 개의 에피소드를 엮은 20시간이 넘는 대작으로 만들었다. 한편 그리피스의 영화 속에서는 지금까지의 구경거리의 활동사진에서는 볼 수 없는 영화기법이 생생하게 발견되었다. 클로즈업이라든가 몽타주 수법 같은 것이 풍부하게 사용되면서 영화표현의 독특한 아름다움을 나타냈다.
그리피스의 뒤를 이어 데밀이 《어리석은 자의 낙원》, 《십계(十戒)》, 《왕중왕(王中王)》 등 대작주의(大作主義)로 나아갔으나, 유럽에서 건너온 슈트로하임과 루비치가 날카로운 표현법을 들여와 할리우드 영화에 감각적인 풍요함을 가져왔다. 그 중에서도 슈트로하임의 《어리석은 아내》(1922), 《그리이드》(1924)의 진지한 주구와, 루비치의 《결혼철학》, 《금단(禁斷)의 낙원》(1924) 《명랑한 파리장》(1926)의 경쾌하고 묘한 풍속 묘사가 뛰어났다.
한편 코미디계에서는 채플린을 시작으로 키튼, 로이드 같은 여러 희극배우들이 등장하였다. 이들 대부분은 로스코에 아버클의 도움을 받으면서 시작하였고 감독과 각본까지 맡았다. 이들을 MGM, 파라마운트 픽처스, 유나이티드 아티스츠에서 도왔다. 이들의 전성기는 발성 영화 시대가 도약하면서 저물어 갔다. 그러나 채플린은 1931년 《시티 라이트》, 1936년 《모던 타임즈》로 꾸준히 인기를 유지하였다. 그러나 채플린의 라이벌이었던 키튼은 1926년 《제네럴》을 시작으로 몰락하였다. 둘은 발성 영화가 개봉되고 약 30년 후에 채플린의 회고작인 《라임라이트》에서 만났다.
무성 영화 말기의 미국 영화는 기업과 작품의 양면에서 할리우드 영화의 확립을 성취했다고 볼 수 있다. 제1차 대전으로 유럽의 영화계가 지친 틈을 타서 단숨에 시장을 넓혀 나갔으며, 이에 따라 상업주의가 번성해져서 스타 시스템을 내세워 오락영화로 기울어 갔다. 발렌티노, 페어뱅크스, 기시, 스완슨 등 많은 스타들을 낳았고, 《포장마차》, 《철마(鐵馬)》 같은 서부극에서 독자적인 장르를 만들었다. 그러나 할리우드는 미국뿐 아니라 유럽 각지에서부터도 배우·감독을 널리 모아들여 국제적인 영화도시를 이루고 있었다. 앞서 언급한 슈트로하임, 루비치를 비롯하여, 스턴버그, 모리츠 스틸러, 로타르 멘데스, 윌리엄 디털레, 무르나우 등 감독만도 유럽에서 모은 인재는 많고 다채롭다.  그 무렵 유럽영화가 더욱 개성이 두드러지게 강화된 것은 앞서 말한대로이다. 미국 영화가 세계의 예술가를 모으고도 그들의 개성을 살리지 못했던 것과는 대조적으로, 프랑스의 감각적인 작품들, 이탈리아의 스펙터클 취미, 독일의 사회파 등과 같은 특성 중에서 각 작가들에 의하여 더욱 분화(分化)된 스타일을 보였다.

#### 영화의 예술성 확립
영화가 예술성을 높이는 데에는 이러한 노력들과 함께 소련시절에 일어났던 소비에트 몽타주 이론(Soviet montage theory)의 확립과 또다른 하나의 큰 운동으로서 아방가르드 영화를 들지 않을 수 없다.
1917년의 혁명 이래 영화는 국영이 되어, 체제가 갖추어지기까지는 많은 시일이 필요했으며, 1925년 예이젠시테인의 《스트라이크》에 의해 비로소 러시아영화는 본격적인 개화기를 맞이했다. 이듬해에는 《전함 포템킨》, 푸돕킨의 《어머니》, 그리고 1927년에는 예이젠시테인의 《10월》, 푸돕킨의 《성 페테르부르크의 최후》 등이 대표하는 것처럼 이 두 작가는 혁명과 대중을 제재로 하여 이 나라의 역사적인 의의를 테마로 빼어난 작품을 만들었다. 그들의 성과는 자기 나라의 역사에서 주제를 택했고, 외국 영화에서 표현 기법을 본받아 이것을 발전시켰다. 몽타주가 영화의 창조적인 표현에 있어서 중요한 요소라는 것을 이 영화들로 실험하면서, 이론적으로도 추구하여 이른바 러시아의 ‘몽타주 이론’을 이루었다. 몽타주 이론이란 영화예술의 특수성이 영화의 편집에 있다고 보는 입장이다. 특히 예이젠시테인은 몽타주란 단순한 필름에 절단과 연결의 작업으로서의 편집이 아니라 메트릭 몽타주, 리드믹 몽타주, 토널 몽타주, 오버톤 몽타주, 지적(知的) 몽타주 등을 요약해 영화 속에 몽타주적인 변증법적 이론을 내세웠다. 그는 동양의 문자가 갖춘 상형성(象形性)에서 몽타주의 원리를 찾기도 했다. 아무튼 몽타주 이론은 그리피스에서 영향을 받아 이들에게 와서 독특한 영화 이론을 이루었으며 무성영화시대의 대표적인 미학을 이루기도 했다.
사일런트 말기의 또 하나의 큰 특징은 영화가 몽타주 표현에 의해 어디까지 그 재래식 영화의 테두리를 타파할 수 있는가를 시험하는 것 같은 자유롭고 용감한 실험적 작품이 생겨, ‘아방가르드 영화’(전위영화)라 불리는 하나의 장르를 형성한 점이다. 물론 영화의 표현에 여러 가지 실험을 시도하는 것은 일찍부터 실시되었으나, 그것이 질과 양이 함께 크게 발전하여 화려한 시기를 이룬것은 사일런트 말기의 수년 간에 불과하다. 아방가르드 영화운동은 중점적으로 말하면 영상적 표현의 본질을 찾아낸 전위적인 운동이라고 할 수 있다. 영화가 너무나도 많은 대중의 열광 때문에 전 세계의 영화계는 영화의 상업성에 눈이 멀어버린 감이 있었다. 그러나 영화에는 영화만이 표현할 수 있는 영화 본류의 미학이 있을 것이다. 이들은 순수영화·절대영화(絶對映畵)·인상주의·입체주의·초현실주의 등을 내걸면서 영상이 인간의 내부세계, 즉 의식의 세계를 그려내는 실험적인 작업에 몰두했다. 시각을 통해서 볼 수 있는 모든 영상의 가능성은 다 실험이 되었다고 할 수 있다.
아방가르드 영화운동은 1913년 이탈리아의 한 다락방에서 리치오니 카뉴도, 다눈치오, 상드랄, 아폴리네르, 피카소, 페르낭 레제, 라벨, 스트라빈스키 등에 의해 시작되었으며 1916년에 '미래파 영화선언(未來派映畵宣言)'을 발표하기에 이르렀다. 이러한 운동은 20년대에 들어서서 프랑스와 독일에서 작품 발표로 결실을 보게 되었다. 독일의 발터루트만(《대도회교향악》) 등이 기계적인 몽타주에 의해 화면의 의미를 거부하고 시각음악적인 표현을 노린 데 반하여, 프랑스의 많은 작가가 주로 조형(造形)감각에서 사상적인 것을 표현하려고 시도한 것과 같은 차이를 볼 수 있다. 당연히 스토리에 구애받지 않는 영화가 대부분을 차지했다. 프랑스에서도 처음에는 도형(圖形)이나 추상적인 영상에 의한 작품이 시도되었지만, 뒤에는 의미를 가진 구상적(具象的)인 영상을 통하여 날카롭고 깊은 의도를 내포시키는 작품이 주류를 차지했다. 그 중에도 부뉴엘의 《안달루시아의 개》, 《황금시대》, 제르메느 뒬라크의 《조개껍데기와 수도사》, 비고의 《품행영점》, 콕토의 《시인의 피》, 만 레이의 《인산인해》 등은 그 대표적인 작품으로 논의를 일으켰다. 그 외에도 루이 델뤼크, 제르메느 뒤락, 장 에프스탕, 클레르, 리히터, 비킹 에겔링, 아벨 강스 등이 속출하여 유럽 아방가르드 영화의 전성기를 이루었다. 이 아방가르드 영화운동에는 제1차 세계대전을 전후한 유럽 예술운동의 과도기였다는 점과 함께 문학·음악·미술·연극 부문의 전위예술가들이 참가했으며 이들의 노력으로 영화예술은 영혼과 포에지(詩)와 아름다움을 찾았다고 해도 과언은 아니다.  영화는 20년대에서 30년대로 넘어가면서 전 세계를 휩쓰는 대중적인 매체로서 또 한편으로는 영상예술로서의 확고한 지위를 쌓아 올렸다.
그러나, 여기에서 영화의 예술성과 기업성이라는 양면의 칼날은 위대한 시네마의 기능이면서 동시에 스스로를 해(害)하는 모순도 지녔다. 전위영화는 너무나 예술지상주의적이거나 관념적·형식주의적으로 치우쳤기 때문에 대중으로부터 떠나, 토키 시대의 도래로 인하여 그 유행에 종지부를 찍었다.

### 유성 영화 시대 전기
1926년의 Vitaphone(디스크식 발성 영화기)의 발명으로, 영화는 사일런트 시대의 무성(無聲)에서 유성(有聲)영화 시대로 넘어가 시청각의 종합매체로 발전했다.
1927년에 뉴욕에서 공개됐던 《재즈 싱어》는 토키의 제1작으로서 공전의 히트를 기록했다. 레코드를 동시에 돌리는 그때까지의 불완전한 방식과는 달리, 필름에 녹음된 소리는 화면과 완전히 일치하게 된 후부터 급속히 보급되어, 수년 동안에 영화는 세계적으로 본격적인 토키 시대에 들어갔다. 그것은 영화에 있어서 단순한 기술혁명에 그치지 않고, 예술적으로나 기업적으로 새로운 체제를 필요로 했다. 마이크로폰은 카메라의 자유를 구속했으며, 몽타주 방법도 화면만의 사일런트 영화가 일단 확립된 데다 수정을 더하지 않을 수 없었다. 제작은 저절로 대규모화하여 영화 산업은 더욱더 대자본을 도입하기에 이르렀다. 그러나, 보다 더 큰 변화는 음악이나 자연음은 물론 대사를 자유로이 말할 수 있게 됨으로써 영화내용이 갑자기 연극과 문학의 요소를 더했다는 점이다.
프랑스에서는 클레르(《파리의 지붕밑》, 《자유를 우리에게》, 《최후의 억만장자》), 페데(《외인부대》, 《미모자 관(館)》 《여자만의 도시》), 르누아르(《최하층 사회》 《커다란 환영(幻影)》), 뒤비비에(《하얀 처녀지(處女地)》, 《우리들의 친구들》, 《무도회의 수첩》) 등 우수한 감독의 활약에 의해 또 다시 예술의 난숙기(煖塾期)를 맞이했다. 이 무렵 독일에서는 《싸구려 오페라》, 《회의(會議)는 춤춘다》, 《제복을 입은 처녀》, 《M》 등으로 《미완성교향악》, 《황온의 빈》을 만들어 낸 오스트리아와 함께 충실한 제작활동을 보였고, 영국에서는 히치콕 등의 극영화와 《유망어선(流網漁船)》, 《야간우편열차》, 《아란》 등 다큐멘터리 영화부문에 빛나는 발전을 기록했다.  한편, 미국에서는 스턴버그가 《모로코>를 발표했고, 마일스턴은 《서부 전선 이상 없다》를, 루비치는 《러비 퍼레이드》를 만들어서 토키의 화려한 상업주의적 스타트를 장식했다. 연애영화·전쟁영화·뮤지컬은 서부극과 함께 그로부터 당분간 할리우드 영화의 주요 장르가 되었다. 게다가 사회악을 파헤친 《굶주린 아메리카> 《암흑가의 탄흔(彈痕)> 등과 풍속희극 《어느날 밤에 생긴 일》 등이 1930년대 할리우드 영화를 특징지었다. 또 컬러 영화의 실용화와 함께 디즈니의 만화영화가 널리 대중의 지지를 얻은 사실도 간과할 수 없다. 그러나 1939년의 《바람과 함께 사라지다》는 할리우드 대작주의의 승리를 보다 웅변적으로 이야기해 준다.

#### 제2차 세계대전 때의 영화
그 무렵 유럽에서는 나치즘의 대두로 유대인 작가는 독일에서 쫓겨났고, 이탈리아도 파시즘에 의해 예술은 국가주의의 지배하에 놓이게 되었다. 제2차 세계대전에 접어들자 자유로운 영화제작은 더욱더 곤란하게 되고, 많은 작가들이 국외로 떠나가 영화는 거의 휴식상태에 빠졌다. 오직 미국만은 여전히 활발한 제작을 계속했으나, 포드의 서부극(《역마차》), 와일러의 비극(《공작부인》, 《흑란(黑蘭)의 여자》), 케플러의 사회극(《오페라하트》, 《스미스씨 워싱턴에 가다》) 등과 같은 개성적인 작가의 장르는 점차 상실되었다.

### 전후 영화의 조류
제2차 세계대전을 치르고 난 뒤의 영화예술은 가장 커다란 시련 앞에 놓이게 되었다. 1930년대 중반에 이미 출연을 예고했던 텔레비전이 1940년대 후반에 가서 실용단계에 이르러서 전 세계에 퍼지게 되었기 때문이다. 전후 영화는 전쟁이라는 폐허 속에서 꽃을 피우기 시작했다.
이탈리아에서는 많은 작가들이 생생한 현실을 직시하는 네오 리얼리즘(신사실주의)이 로셀리니나 데시카 등을 앞세우고 화려하게 등장했다. 로셀리니의 《무방비도시》, 데시카의 《자전거 도둑》 등은 네오 리얼리즘의 대표적인 작품이다. 다큐멘터리적인 사실성을 기조로 한 이 경향은 뒤에 가서 펠리니의 상징성(象徵性)의 표현, 안토니오니의 현대적인 추상(抽象), 그리고 베르톨루치의 새로운 사회적 감각과 파솔리니의 대담무쌍한 상징의 세계로 변모해 왔다. 프랑스 영화에서도 줄리앙 뒤비비에, 크리스찬 자크, 크롤드 오탕 라라, 클레르를 비롯한 거장의 시대가 가고 ‘누벨 바그(새물결)’라 불리는 전후의 세대가 등장했다. 로마네스크의 세계에서 탈출하여 일상적인 사실성에서 인간의 진실을 찾으려는 이들 1960년대의 영화미학은 시네마 베리테(cinema verite)라고도 불리었다. 브레송, 샤브롤, 고다르, 말 등 여기에 집결한 사람은 많다. 알랭 레네 같은 사람도 뉘앙스는 약간 다르지만 전후 프랑스 영화를 대표한다.  브레송은 《저항》에서, 샤브롤은 《종형제(從兄弟)》에서, 레네는 《히로시마, 나의 사랑》 등과 같은 걸작을 내놓고 있다. 콕토(《미녀와 야수》), 들라누아(《악마가 밤에 온다)》, 클레망(《철로의 싸움》) 등 개성적인 작가가 르누아르·뒤비비에 등과 함께 전통적인 인간탐구의 드라마를 재연시켰다.
미국영화도 전후에 들어와 할리우드가 기울어지기 시작하면서 ‘시네 도큐망 소시얼’이라고 불리는 TV출신의 신인들이 괄목할 만한 활약을 시작했다.  특히 미국에서 유럽 아방가르드에 이어 그 전위적 정신이 언더그라운드 영화, 엑스퍼리멘탈 영화에 계승되었고, 그 중에서도 극영화로 표출된 ‘뉴 아메리칸 시네마’라 불리는 경향으로 나타난 것은 특기할 만하다. 그것은 뉴 아메리칸 시네마가 60년대에서 70년대로 넘어오면서 세계의 영화예술의 첨단을 달리고 있기 때문이다. 현대사회와 현대인의 삶과 본능, 그리고 모순을 이들만큼 정직하고 대담하게 그리는 영화작가들은 없을 것이다. 근래의 작품으로는 펜의 《우리에게 내일은 없다》, 니컬스의 《졸업》, 넬슨의 《솔저 블루》, 프리드킨의 《프렌치 커넥션》 등등이 이러한 주목을 끄는 작품들이다.
이 밖에 영국에서는 영국은 린(《밀회》), 리드(《제3의 사나이》) 등 역작(力作)감독들이 활약했고, 한때 ‘프리 시네마’ 운동이 일어나 활력을 보이는가 했으나 리처드 크레이톤이나 리처드슨 등이 몇 개의 작품을 냈고, 카렐 라이스와 존 실레딩거 등이 활약하고 있다. 또 유럽에서는 앞서 열거한 나라들 외에 폴란드, 스웨덴 등에서도 유망한 작품을 낳아, 각기 국민성을 반영한 독자적인 작풍을 나타내게 되었다.
여기에서 지적해야 하는 것은 이러한 각국의 영화조류(映畵潮流)나 경향을 따라서 본 것 이외에 세계적인 거장들이 활약한 점이다. 카잔(미국), 베리만(스웨덴), 리드(영국), 클레망(프랑스), 구로사와(일본), 히치콕(미국) 등 결코 적지 않다.
끝으로 이러한 전후의 세계영화를 개관할 때 역시 1950년대에 들어서면서 전 세계에 본격화한 TV시대에 마주선 영화는 고된 시련을 겪고 있다는 것이었다. 이 시련에 대항해서 영화는 색채와 대형화면(隊形畵面)을 수없이 만들었다. 52년에 만든 시네마스코프 《성의(聖衣)》를 비롯해 《비스타비전 토드－AO》(1958), 70밀리 화면의 스크린(《남태평양》, 1958), 이 밖에 입체영화도 시도했다. 그러나 일단 시련의 바람을 안은 영화는 앞에서 본 전후 각국의 전위적 움직임과 함께 격심한 진통을 겪고 있다. 즉 영화의 예술로서의 확고한 기반을 다시 구축해야 할 계제에 놓인 것이다. 안이한 기업성에 입각한 영화산업은 변혁을 치르지 않을 수 없는 것이다. 그리고 이러한 노력은 지금 360도 화면의 영화, 확대 영화(expanded cinema), 멀티 화면, 환경 영화(環境映畵, environment cinema) 등을 등장시키고 있다. 이러한 매체의 발달은 영화의 위력을 보다 더 넓고 깊게 인간의 문화에 근원적인 영향을 줄 수 있을 것이다.
또한 세계 각국간에 완성 작품은 물론, 제작 단계에서도 국제적인 교류가 빈번해졌으며, 이에 따라 영화는 더욱 더 문화적인 역할을 더해가고 있는 것과 더불어 국제교류가 도리어 영화에 반영되는 등 각국의 개성을 더욱 선명하게 드러내고 있음은 주목할 만한 일이다.

## 같이 보기
- 영화 기술의 역사
- 활동사진